# Everything Waits to Be Noticed
Everything Waits to Be Noticed är Art Garfunkels nionde soloalbum, utgivet 8 oktober 2002. Albumet är producerat av Billy Mann.
Strikt talat är albumet inte ett soloalbum, eftersom Garfunkel här delar scenen med Maia Sharp och Buddy Mondlock. Flera av låtarna är komponerade av Sharp, Mondlock och producenten Mann, med texter hämtade från dikter skrivna av Garfunkel. Detta är första gången sedan de första inspelningarna med Paul Simon (under namnet Tom & Jerry) i slutet av 1950-talet som Garfunkel står som medansvarig för några låtar.

## Låtlista
1. Bounce (Graham Lyle/Billy Mann)
2. The Thread (Art Garfunkel/Buddy Mondlock/Maia Sharp)
3. The Kid (Buddy Mondlock)
4. Crossing Lines (Maia Sharp/Gary Burr/Dan Haseltine)
5. Everything Waits to Be Noticed (James Taylor)
6. Young and Free (Richard Julian)
7. Perfect Moment (Art Garfunkel/Buddy Mondlock/Pierre Pettis)
8. Turn, Don’t Turn Away (Art Garfunkel/Buddy Mondlock/Billy Mann)
9. Wishbone (Art Garfunkel/Buddy Mondlock/Billy Mann)
10. How Did You Know? (Billy Mann/Art Garfunkel/Maia Sharp)
11. What I Love About the Rain (Lisa Aschmann/Tom Kimmel)
12. Every Now and Then (Billy Mann/Garth Brooks)
13. Another Only One (Maia Sharp/Christopher Faiz)